# يوجي فوجيموتو
يوجي فوجيموتو هو سياسي ياباني، ولد في 1957 في هاماماتسو في اليابان. نشط حزبياً في الحزب الديمقراطي الياباني. وقد انتخب عضو مجلس المستشارين ‏ ( – 25 يوليو 2016).

## وصلات خارجية
- الموقع الرسمي